# Prostitution au Brunei
La prostitution au Brunei est illégale et peut mener à une peine d'emprisonnement de 1 an et une amende de 5 000 BN $ pour une première infraction, ou de 3 ans et 10 000 BN $ en cas de deuxième condamnation ou au delà.

## Législation
En 2016, un nouveau code pénal a été introduit, appliquant la charia au pays. 

## Scandales

### Beautés du Brunei
En 1993, dans une affaire diplomatique surnommée les «beautés du Brunei», le sénateur Ernesto Maceda, avec le témoignage de Rosanna Roces, a affirmé qu'il y avait un recrutement illégal de personnes de nationalité philippine au Brunei en vue d'en faire des prostituées. Le prince Jefri, le frère du sultan Hassanal Bolkiah, était parmi ceux liés au scandale, dans lequel Ruffa Gutierrez, Vivian Velez, Lea Orosa, Aurora Sevilla, Sheila Israel, Rachel Lobangco, Tetchie Agbayani, Maritoni Fernandez, Gretchen Barretto et Cristina Gonzales étaient prétendument parmi les victimes,. Le gouvernement philippin a minimisé l'affaire et l'a décrite comme une simple «affaire du Sénat», afin de sauvegarder les relations entre le Brunei et les Philippines.

### Shannon Marketic
En 1997, Shannon Marketic, une ancienne Miss USA, a poursuivi Jefri Bolkiah, prince de Brunei, affirmant qu’elle et d’autres femmes avaient été embauchées pour un travail promotionnel, mais qu’elles étaient plutôt détenues comme des «prisonnières virtuelles», droguées et utilisées comme esclaves sexuelles,,,,. Le sultan a nié les allégations. Le procès de Marketic a désigné Miss USA 1997 Brandi Sherwood comme étant également une victime, mais Sherwood a refusé de déposer sa propre plainte. Après 18 mois de litige, un juge a rejeté la plainte au motif que le sultan jouissait de l'immunité souveraine en tant que chef de l'Etat.

## Trafic sexuel
Le Brunei est un pays de destination et de transit pour les femmes et les enfants victimes de trafic sexuel. Certains migrants qui transitent par Brunei deviennent victimes de trafic sexuel à leur arrivée en Malaisie ou en Indonésie. Certaines femmes et filles du Brunei sont victimes de trafic sexuel dans leur pays. La conservation des documents de voyage des travailleurs migrants par les employeurs ou les agences reste une pratique répandue, bien que la loi l'interdise.
En 2016, des poursuites ont été engagées contre trois ressortissants thaïlandais pour trafic sexuel. Les tribunaux ont condamné les trois individus à quatre ans de prison et à des amendes de 22 250 USD, 14 836 USD et 7 418 USD, respectivement, mais tous les trois ont accepté des peines de prison allant de 10 à 30 mois au lieu de payer les amendes,.
Le Bureau de surveillance et de lutte contre la traite des personnes du département d'État des États-Unis classe le Brunei parmi les pays du « niveau 2 ».